# Squamish, British Columbia

Stawamus Chief

Squamish este un oraș situat în districtul Squamish-Lillooet, din provincia canadiană Columbia Britanică. El este amplasat la nord de lacul Sea to Sky Highway, pe drumul (Highway 99). Numele provine de la tribul de amerindieni care la sosirea europenilor au trăit în regiune. O atracție pentru alpiniști este Stawamus Chief, un masiv impunător de granit, renumit pentru cățărat.